# Wahlenbergia adpressa
Wahlenbergia adpressa là loài thực vật có hoa trong họ Hoa chuông. Loài này được (L.f.) Sond. miêu tả khoa học đầu tiên năm 1865.